# Giro della Bassa Sassonia
Il Giro della Bassa Sassonia (ted.: Internationale Niedersachsen-Rundfahrt) era una corsa a tappe di ciclismo su strada maschile che si svolgeva nella Bassa Sassonia, in Germania, tra il 1977 e il 2007 ad aprile con cadenza annuale. Dal 2005 fece parte del circuito UCI Europe Tour come classe 2.1.

## Storia
Organizzata per la prima volta nel 1977, fino al 1995 è rimasta gara amatoriale. Solo dal 1996 è stata aperta ai professionisti.

## Albo d'oro
Aggiornato all'edizione 2009.
| Anno | Vincitore            | Secondo             | Terzo               |
| ---- | -------------------- | ------------------- | ------------------- |
| 1977 | Hans Langerijs       | Leo Karner          | Martin Havik        |
| 1978 | Peter Becker         | Jan Brzezny         | Jiří Škoda          |
| 1979 | Kim Andersen         | Jan Krawczyk        | Wilfried Trott      |
| 1980 | Vjačeslav Dedënov    | Jurij Kaširin       | Zbigniew Szepkowski |
| 1981 | Olaf Ludwig          | Lechoslaw Michalak  | Carsten Podlesch    |
| 1982 | Anton van der Steen  | Aleš Trčka          | Henk van Weers      |
| 1983 | Dainis Liepin'š      | Uwe Raab            | Dan Radtke          |
| 1984 | Aleksandr Zinov'ev   | Detlev Macha        | Frank Kühn          |
| 1985 | Uwe Ampler           | Uwe Raab            | Dan Radtke          |
| 1986 | Sergej Uslamin       | Mario Hernig        | Frank Kühn          |
| 1987 | Helmut Wechselberger | Ernst Christl       | Dmitrij Ždanov      |
| 1988 | Dirk Meier           | Zenon Jaskuła       | Arvi Tammesalu      |
| 1989 | Carsten Wolf         | Zenon Jaskuła       | Arvi Tammesalu      |
| 1990 | Thomas Liese         | Zbigniew Piatek     | Sergej Smievskoj    |
| 1991 | Lubor Tesar          | Jan Karlsson        | Vladimir Perelaznij |
| 1992 | Steffen Wesemann     | Lutz Lehmann        | Aleksandr Ivankin   |
| 1993 | Bert Dietz           | Aleksandr Ivankin   | Lubor Tesar         |
| 1994 | Jens Voigt           | Jan Ullrich         | Ralf Schmidt        |
| 1995 | Pavel Padrnos        | Stephan Gottschling | Michael Rich        |
| 1996 | Stephan Gottschling  | Michael Rich        | Frantisek Trkal     |
| 1997 | Jens Voigt           | Martin Müller       | Jan Schaffrath      |
| 1998 | Andreas Klöden       | Chann McRae         | Grischa Niermann    |
| 1999 | Torsten Schmidt      | Martin Rittsel      | Olaf Pollack        |
| 2000 | Torsten Schmidt      | Fred Rodriguez      | Bert Grabsch        |
| 2001 | Grischa Niermann     | Torsten Schmidt     | Mathias Buxhofer    |
| 2002 | Olaf Pollack         | Robert Bartko       | Grischa Niermann    |
| 2003 | Nicolas Jalabert     | Thomas Conecny      | Niels Scheuneman    |
| 2004 | Bert Roesems         | Stefan Kupfernagel  | Stephan Schreck     |
| 2005 | Stefan Schumacher    | Aleksandr Kolobnev  | Marc Wauters        |
| 2006 | Alessandro Petacchi  | Danilo Hondo        | Mathew Hayman       |
| 2007 | Alessandro Petacchi  | Graeme Brown        | Gerald Ciolek       |